# Ковзанка

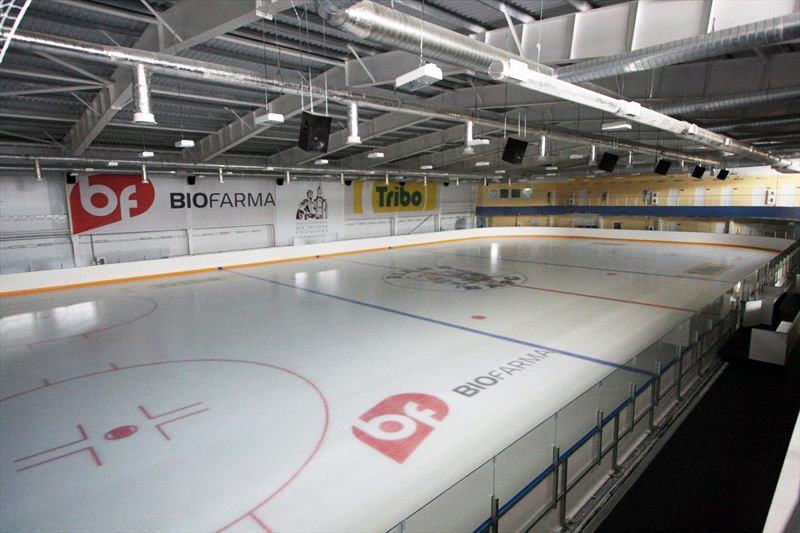
Ковзанка «Білий Барс» у Білій Церкві

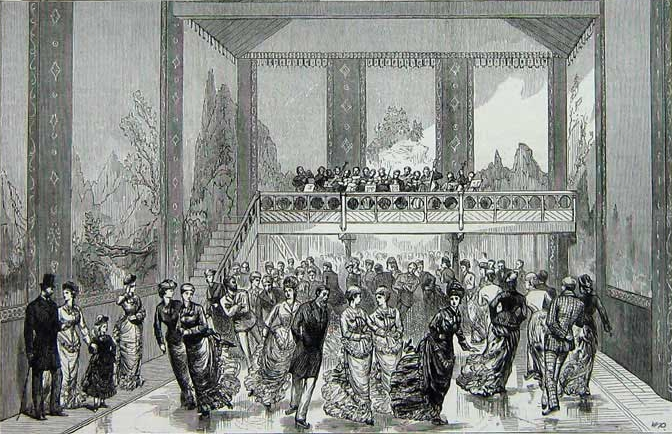
Ковзанка «Glaciarium»

Ко́взанка(розм.: ко́взалка, като́к) — льодяний майданчик для ковзання на ковзанах, гри в хокей тощо. Усі ковзанки поділяють за типом використання — масові та спортивні, за типом льоду — штучні та природні. Спортивні ковзанки своєю чергою діляться на криті та відкриті. Природними ковзанками часто бувають ділянки замерзлих річок, озер та ставків. В інших випадках ковзанки влаштовують штучно, заливаючи воду на попередньо підготовлену огороджену ділянку землі. Для спортивних заходів будуються штучні ковзанки. І, звісно, ковзанки виникають природним чином перед школою, куди висипає дітлашня на перерві. Техробітниці зазвичай посипають такі ковзанки сіллю, щоб хто-небудь із дорослих бува не послизнувся, але вони знову виникають в іншому місці.

## Історія

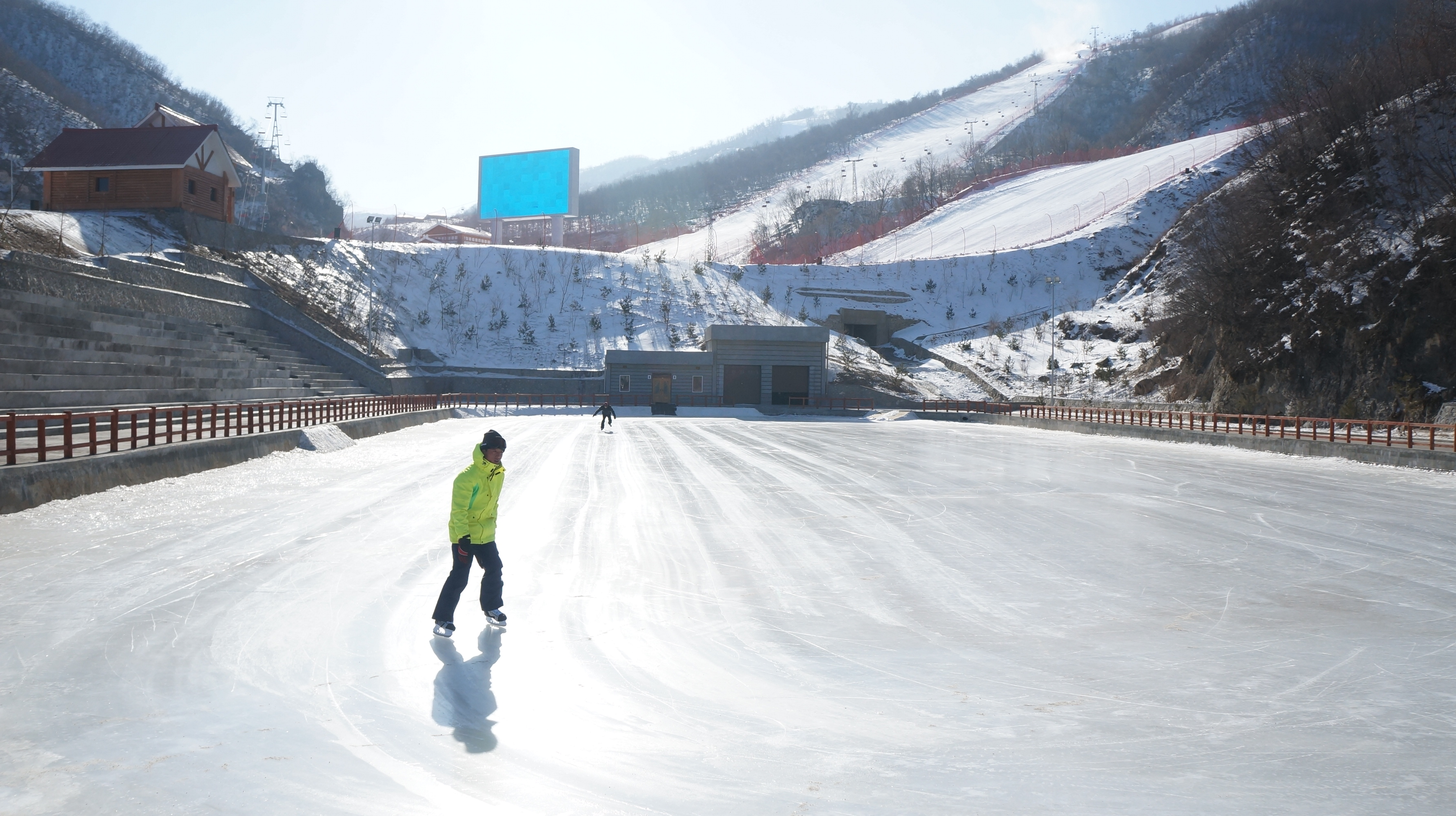
Штучна ковзанка просто неба

Перша ковзанка зі штучним льодом «Glaciarium» була відкрита 7 січня 1876 році в Лондоні. Ця ковзанка була розташована на вулиці Кінґс Роуд в районі Челсі. У березні ковзанку перенесли в інше приміщення на цій ж вулиці. Розміри першої ковзанки були скромними: 12,2 на 7,3 м.
16 квітня 1910 року в Бостоні, штат Массачусетс була відкрита «Бостон арена». 18 грудня 1918 року ковзанку було пошкоджено пожежею. Споруду відбудували, і 1 січня 1921 року вона була відкрита, але вже під назвою «Метьюз арена». Вона є найстарішою критою ковзанкою зі штучним льодом у світі, яка використовується за призначення. Споруда належить Північно-Східному університету.
Напередодні Різдва 1912 року в місті Вікторія, братами Лестером та Джо Патріком було відкрито першу в Канаді криту льодову ковзанку, яка вміщала фантастичну на ці часи кількість глядачів — 4000 осіб. Вартість цієї критої ковзанки склала 110 000 доларів, і на ті часи вона була дуже великою. Ця ковзанка стала прототипом усіх сучасних ковзанок. Через три дні брати Патріки відкрили другу льодову арену в Ванкувері, Канада. Вартість цієї арени була ще більшою — 210 000 доларів, і вона була розрахована на більш як 10 000 глядачів. Для цих ковзанок було створені найбільші холодильні установки у світі.

## Штучні ковзанки
Штучні ковзанки створюють як у приміщеннях так і просто неба. Є два типи штучних ковзанок, штучні ковзанки зі штучним і з синтетичним льодом.

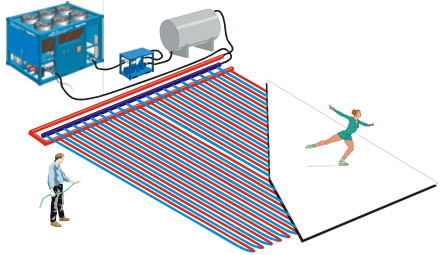
Будова штучної ковзанки

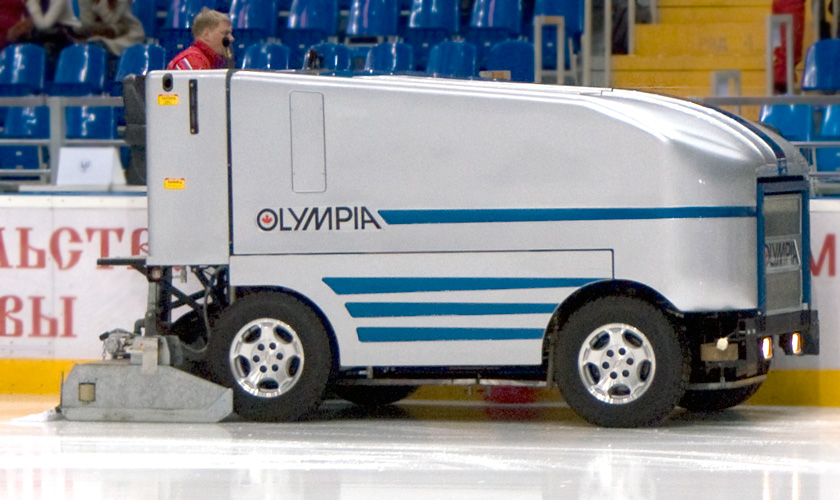
Льодовий комбайн (ресурфейсер)

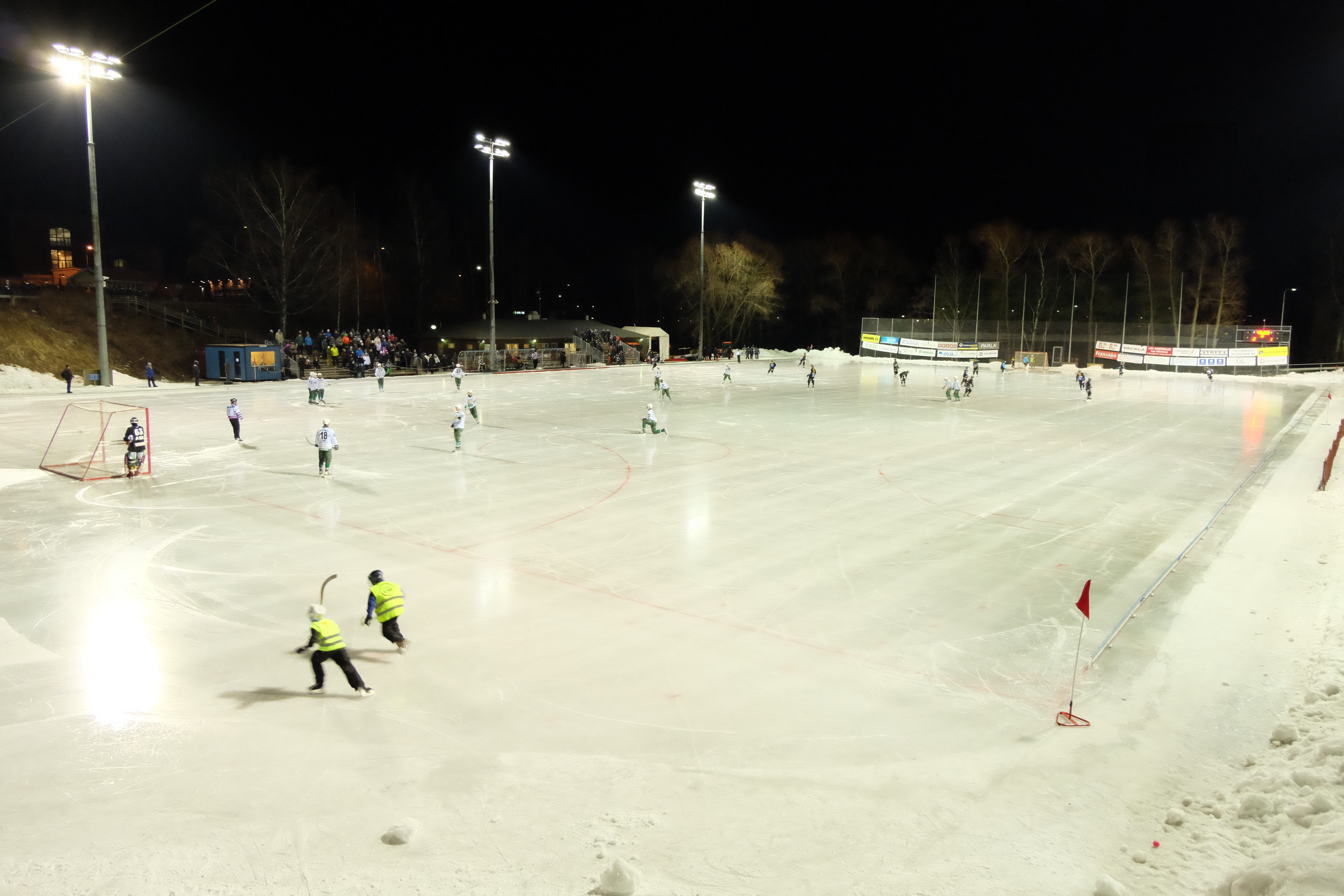
Штучна ковзанка просто неба для бенді

Для створення штучної ковзанки (штучний лід) потрібно на піщаній чи бетонній основі встановити систему труб, розміщених паралельно, через які пропускають холодну воду з антифризом. Поверх труб заливається певна кількість води. Після того, як вона замерзне, додається шар води з білим або блакитним барвником, а також фарбами для розмітки й реклами. Зверху знову заливається шар води, на якому можна грати в хокей, займатися фігурним катанням, керлінгом, або просто бігати на ковзанах для власного задоволення.
Стан льоду на штучних ковзанках підтримують за допомогою спеціальних льодозаливних машин (ресурфейсерів), які згрібають з поверхні сніг, що утворюється ковзанярами, і виливають на поверхню тонкий шар води. Для розморожування ковзанки через труби пропускають теплу воду.
Для ковзанярського спорту потрібні великі ковзанки з довжиною доріжки 400 м. Такі споруди зазвичай називаються льодовими стадіонами.
Перша у світі штучна ковзанка була відкрита 7 січня 1876 в Лондоні.
Перша крита льодова арена з'явилася на батьківщині хокею в Канаді — прототип всіх сучасних ковзанок належить канадцям, братам Лестеру і Джо Патріка, які напередодні Різдва 1912 відкрили в місті Вікторія першу в Канаді закриту льодову арену. Вартість арени була фантастичною на той час — $ 110 000, арена вміщувала 4000 чоловік. Трьома днями пізніше брати Патрік відкрили другу льодову арену в Ванкувері, Канада. Вартість цієї арени була ще вищою — $ 210 000, але дана арена вже могла вміщати понад 10 000 чоловік. Спеціально для цього була створена найбільша холодильна установка у світі.
Протягом наступних десятиліть брати Патрік створили сотні льодових арен на північному заході США і в західній частині Канади. Сьогодні в США експлуатується понад 1700 льодових арен. Вартість сучасних льодових палаців може становити десятки і сотні мільйонів доларів.
Значні удосконалення технології роботи штучних ковзанок здійснив італо-американський винахідник Френк Замбоні. Зокрема, у 1949 році він винайшов льодовий комбайн (або ресурфейсер), який дозволяє швидко відновлювати поверхню ковзанки після катання.
Синтетична ковзанка (синтетичний лід) — встановлюються на міцній, максимально рівній та гладкій поверхні, це може бути ґрунт, асфальт, бетонна основа, дерев'яна підлога, плитка, металевий або дерев'яний поміст. Термопанелі або термоплити з синтетичного матеріалу на основі поліолефінів, використовувані для фігурного катання, гри в хокей, керлінгу тощо. Синтетична поверхню імітує натуральний або штучний лід ковзанки. Листові панелі такої ковзанки виробляються з полімерного матеріалу з низьким коефіцієнтом тертя, підвищеною зносостійкістю. Використовується полімерний матеріал, котрий містить змащуючий компонент, що виділяється при терті. Для катання на синтетичному льоду використовуються звичайні ковзани з металевими лезами, такі ж, як і для катання на звичайному льоду. Зазвичай синтетичний лід складається з листових панелей, з'єднаних один з одним кріпильними планками встик або за допомогою вирізів типу «ластівчин хвіст», «пила».

Розміри ковзанки для бенді

## Розміри
Розміри як і форма льодової арени можуть бути якими завгодно, коли мова йде про ковзанку для розваг та аматорського спорту.
Для хокею з шайбою мінімальна довжина хокейного майданчика: 51 м, максимальна 61 м, ширина: мінімум 24 м, максимум 30 м. Кути майданчики повинні бути заокруглені з радіусом від 7 м до 8,5 м. Олімпійський стандарт — 60 × 30 метрів, кутовий радіус 8 м.
Міжнародний союз ковзанярів для офіційних змагань з фігурного катання використовує стандартні олімпійські розміри майданчика (60 × 30 метрів), хоча можуть використовуватися й інші, але не менші як 26 на 56 метрів.
Розмір льодового майданчика для бенді ідентичний футбольному полю, мінімальні: 90 на 45 м, максимальні: 65 на 110 м.
Ковзанка з найбільшою у світі площею льодового покриття «Медео» знаходиться в Алмати.